# Palacio de las Academias
Palacio de las Academias (Pałac Akademii, wcześniej Convento de San Francisco) – neogotycki budynek w centrum Caracas w Wenezueli. Najstarsza część budynku to zabudowania klasztoru franciszkańskiego z 1684 roku. W 1876 roku przeniesiono tu Universidad de Caracas i wtedy przebudowano kolonialną fasadę w stylu neogotyckim. Gdy uniwersytet w 1952 roku przeniósł się do nowego kampusu, umieszczono tu sześć akademii narodowych i dlatego budynek nosi nazwę Pałac Akademii. W 1965 roku został mianowany pomnikiem narodowym.

## Historia
W okresie kolonialnym znajdował się tu klasztor franciszkanów pod wezwaniem Niepokalanego Poczęcia, do dziś obok Pałacu mieści się Kościół św. Franciszka w Caracas. Budynki klasztorne zostały zniszczone w kolejnych trzęsieniach ziemi. Po przebudowie w XVIII wieku stały się one główną częścią obecnego budynku. Od 1838 roku część budynku była siedzibą instytucji publicznych. W latach 1840–1845 mieściła się tu Izba Deputowanych. Podczas prac remontowych w 1876 roku dodano południowy dziedziniec, przedłużono północną fasadę i odnowiono wnętrza przenosząc tu Uniwersytet. Plany przebudowy przygotowali architekci Luis Soriano i Carlos Toro Manrique. Modyfikacje i dodatki zostały wykonane w stylu neogotyckim z iglicami nad czterdziestoma przęsłami fasady. Dodano także centralną wieżę zegarową, której wysokość wynosi 35 metrów. W 1953 roku budynkowi nadano nazwę Pałacu Akademii, ponieważ mieszczą się tu główne akademie w kraju.

## Narodowy Pomnik Historyczny
6 kwietnia 1956 roku Pałac został ogłoszony Narodowym Pomnikiem Historycznym i włączony do narodowego dziedzictwa historycznego i artystycznego.

## Siedziba Biblioteki Narodowej
W latach 1850–1892 mieściła się tu Biblioteka Narodowa Wenezueli, której dyrektorem zgodnie z dekretem rządu Jose Tadeo Monagasa był rektor Uniwersytetu. Równocześnie był on dyrektorem biblioteki uniwersytetu, ale zbiory obu bibliotek były rozdzielone.

## Lokalizacja
Budynek znajduje się na rogu Avenida Universidad i La Bolsa w Caracas.